# Helictes carinatus
Helictes carinatus är en stekelart som beskrevs av Humala 2003. Helictes carinatus ingår i släktet Helictes och familjen brokparasitsteklar. Inga underarter finns listade i Catalogue of Life.